# Rezoluce Rady bezpečnosti OSN č. 9
Rezoluce Rady bezpečnosti OSN č. 9 byla přijata na zasedání 15. října 1946. Schválena byla jednomyslně 11 hlasy pro.
Rezoluce určila, že stát, který není členem Mezinárodního soudního dvora, může dobrovolně přednést případ před tento soud, pokud se zaváže k dodržení jeho rozsudku.